# Белоризцы
Белоризцы — религиозная секта, открытая в 1866 году в деревне Петровой Судогодского уезда Владимирской губернии.
Название «белоризы» было дано местным епископом потому, что богослужение своё сектанты совершали в белых длинных рубахах (ризах) и белых льняных поясах. 
Согласно ЭСБЕ: «Учение белоризцев представляет собой смешение различных сектантских воззрений с очевидным преобладанием молоканства, которое было распространено сильно во Владимирской губернии в 1830—1840-х годах. Подобно молоканам, Б. не признают видимой церкви, св. угодников отвергают, священство отрицают, утверждая, что архиерей и священник церкви — единственно Иисус Христос. Подобно федосеевцам, брак называют блудом и живут, по-видимому, целомудренно, как иноки; подобно скопцам, не употребляют мясной пищи и никаких горячих напитков. За царя не молятся, паспортов не принимают».
Также члены секты воздерживались от прикосновений к деньгам голыми руками. Считая себя просвещенными свыше, белоризы только себя одних признавали истинными и духовными христианами. Самая употребительная между ними молитва звучала так: «Отче, Господи небесе и земли! Ты утаил еси сия вся от премудрых и разумных, и открыл еси сия младенцам простым»  (т. е. белоризцам).